# Web-Stenose
Als Web werden membranartige Stenosen der Speiseröhre bezeichnet, die angeboren oder erworben sein können. Die erworbene Form tritt beispielsweise bei Reflux aus dem Magen oder nach Bestrahlungen auf. Meist findet sich das Web dann im oberen Anteil der Speiseröhre und engt das Lumen von vorne ein.
Es treten Schluckbeschwerden auf und es kann zur Einklemmung von Speisebrocken kommen. In der Röntgen-Breischluckuntersuchung kann das Web gelegentlich ein Jet-Phänomen produzieren.
Die Therapie kann in der Regel endoskopisch erfolgen.

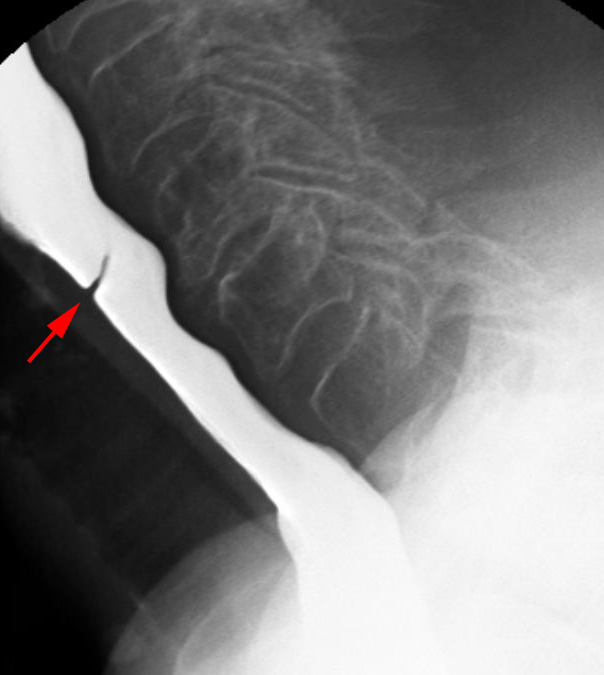
Web: Membranartige Stenose der Speiseröhre in der Breischluck-Röntgenuntersuchung.
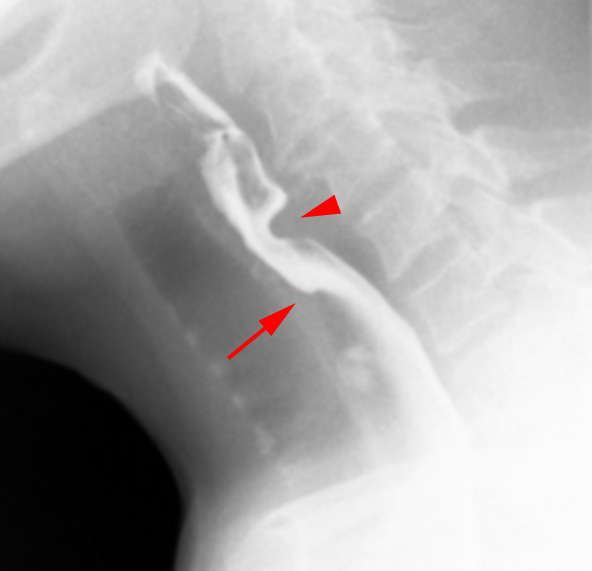
Web-Stenose der Speiseröhre. Der Pfeilkopf zeigt auf den unvollständig geöffneten oberen Speiseröhrensphinkter, der Pfeil auf das Web mit Jet-Phänomen in der Röntgen-Breischluck-Untersuchung.
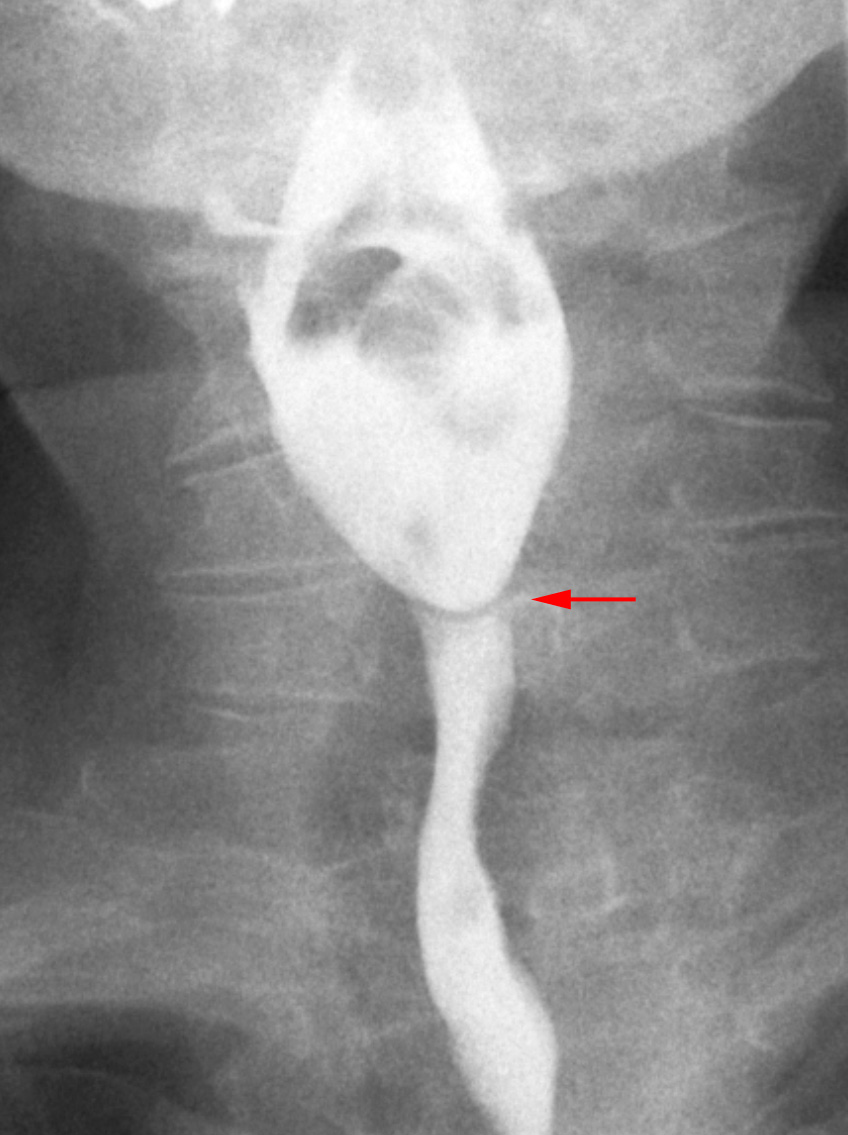
Zervikale Web-Stenose in der Breischluckuntersuchung p. a.-Projektion. Typische, schmale, bandartige Kontrastmittelaussparung.
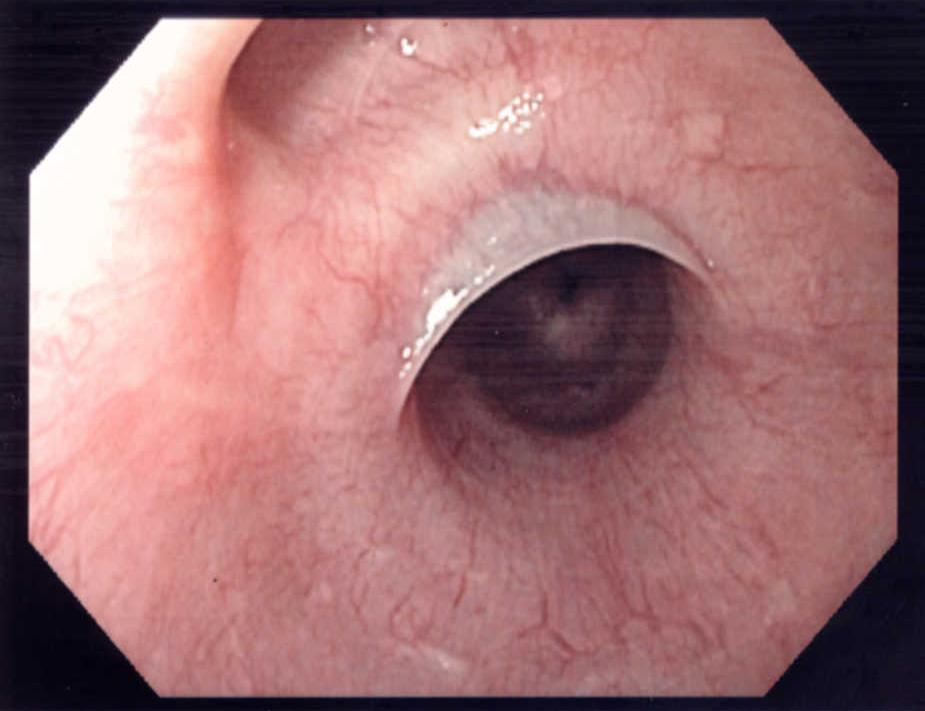
Endoskopie der Speiseröhre mit Web-Stenose.